# Josip Varga
Josip Varga, hrvatski šahist, šahovski pisac, problemski šahist iz Zagreba. Napisao je knjige Bajke na šahovskoj ploči (1992. godine). Urednik je izdanja FIDE album 1983. – 1985. (1992. godine). O šahistu Nenadu Petroviću napisao je 1995. knjigu Velemajstor Petrović. S Vladom Kovačevićem, Slavkom Pelehom, Ervinom Sindikom, Zvonkom Krečkom i Draženom Marovićem sastavio Povijest hrvatskog šaha 1912. – 1997. (1997. godine). Godine 2001. objavio je knjigu Prvi šahovski koraci. 2016. objavio je Problemski šah. Bio je urednik Šahovskog glasnika, od 1998. do br.2 2003. godine. Dobitnik Priznanja za izniman doprinos hrvatskom šahu povodom 100. godišnjice Hrvatskoga šahovskog saveza.

## Vanjske poveznice
- Ljestvica FIDE Josip Varga (r. 1932.)
- Ljestvica FIDE Josip Varga (r. 1941.)